# V354 Cephei
V354 Cephei é uma estrela hipergigante vermelha localizada na Via Láctea. Está a cerca de 9000 anos-luz de distância do Sol e atualmente é considerada a quarta maior estrela conhecida, com um diâmetro de 1520 vezes o diâmetro do Sol ou 2.116.600.000 de km. Se fosse colocada no centro do Sistema solar, sua superfície se estenderia entre a órbita de Júpiter e de Saturno.